# Grande Mesquita de Conacri

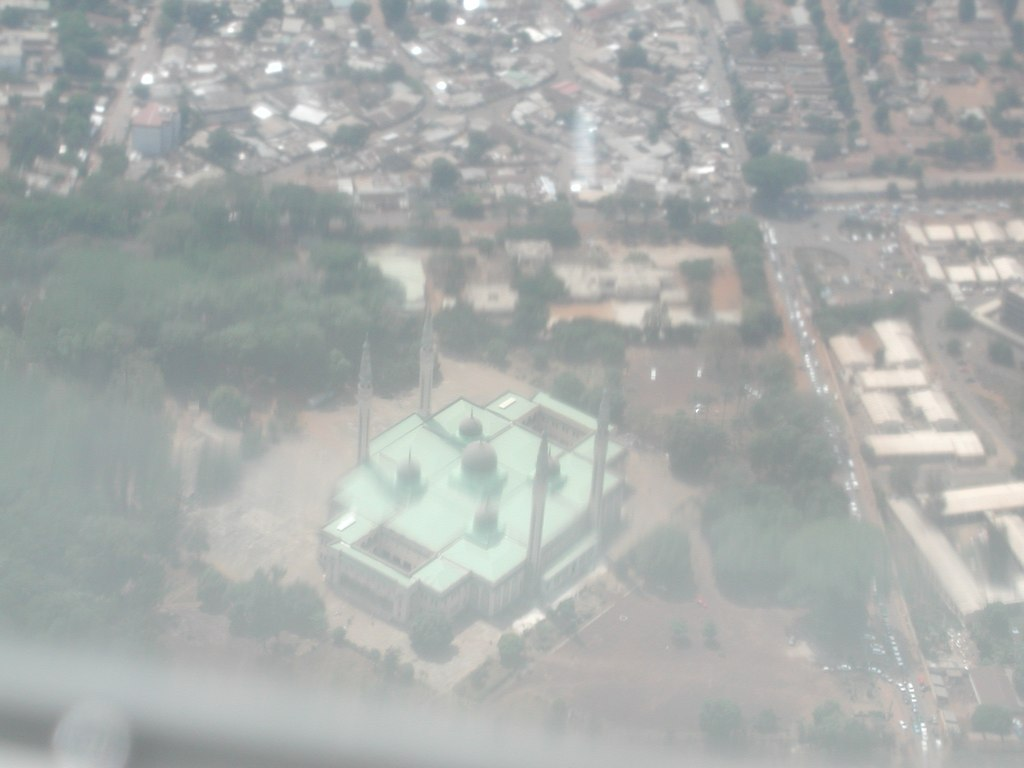

A Grande Mesquita de Conacri é uma mesquita na cidade de Conacri, capital da Guiné. 
Foi construída durante o governo de Ahmed Sékou Touré com grande financiamento do rei Fahd da Arábia Saudita, sendo inaugurada em 1982. É a quarta maior mesquita da África e a maior da África Subsaariana. A mesquita tem 2.500 lugares no nível superior para mulheres e 10.000 abaixo para homens. Outros 12.500 fiéis podem ser acomodados na grande esplanada da mesquita. Os jardins da mesquita contêm um mausoléu, com os túmulos de Sékou Touré e Alfa Yaya.